# Yannick Adde
Yannick Adde (Langon, 8 de septiembre de 1969) es un deportista francés que compitió en vela en la clase Star. Ganó una medalla de bronce en el Campeonato Mundial de Star de 2002.

## Palmarés internacional
| \| Campeonato Mundial \| Campeonato Mundial \| Campeonato Mundial \| Campeonato Mundial \| \| Año \| Lugar \| Medalla \| Clase \| \| ------------------ \| ------------------------------- \| ------------------ \| ------------------ \| \| 2002 \| Marina del Rey (Estados Unidos) \| Medalla de bronce \| Star \| |                                 |                   |       |
| Campeonato Mundial |                                 |                   |       |
| Año | Lugar                           | Medalla           | Clase |
| 2002 | Marina del Rey (Estados Unidos) | Medalla de bronce | Star  |